# Smiling Fish 2004
Der Smiling Fish 2004 im Badminton fand vom 1. bis zum 6. Mai 2004 in Trang statt.

## Sieger und Platzierte
| Disziplin    | Gold                                              | Silber                                    | Bronze                                         |
| ------------ | ------------------------------------------------- | ----------------------------------------- | ---------------------------------------------- |
| Herreneinzel | Lee Yen Hui Kendrick                              | You Hao                                   | Chun Yu Yan                                    |
| Herreneinzel | Lee Yen Hui Kendrick                              | You Hao                                   | Jaturong Butrbhodi                             |
| Dameneinzel  | Salakjit Ponsana                                  | Molthila Meemeak                          | Shi Jinjin                                     |
| Dameneinzel  | Salakjit Ponsana                                  | Molthila Meemeak                          | Zhou Bingqing                                  |
| Herrendoppel | Nuttaphon Narkthong Panuwat Ngernsrisul           | Chatchai Boonmee Supachai Pintuwat        | Songphon Anugritayawon Siwath Khoosakunthum    |
| Herrendoppel | Nuttaphon Narkthong Panuwat Ngernsrisul           | Chatchai Boonmee Supachai Pintuwat        | Lam Hoi Tak Tam Lok Tin                        |
| Damendoppel  | Duanganong Aroonkesorn Kunchala Voravichitchaikul | Molthila Meemeak Sitee Prucksapaisarnsilp | Sathinee Chankrachangwong Salakjit Ponsana     |
| Damendoppel  | Duanganong Aroonkesorn Kunchala Voravichitchaikul | Molthila Meemeak Sitee Prucksapaisarnsilp | Li Ya Tao Xiaolan                              |
| Mixed        | Songphon Anugritayawon Duanganong Aroonkesorn     | Zhang Wei Tao Xiaolan                     | Nuttaphon Narkthong Kunchala Voravichitchaikul |
| Mixed        | Songphon Anugritayawon Duanganong Aroonkesorn     | Zhang Wei Tao Xiaolan                     | Panuwat Ngernsrisul Sathinee Chankrachangwong  |